# 고하라다촌
고하라다촌(小原田村)은 후쿠시마현 아사카군에 존재했던 촌이다.

## 지리
- 현재의 고리야마시의 중부에 위치한다.
- 마을은 아부쿠마강의 서안에 위치한다.

## 역사
- 1889년 4월 1일 - 정촌제 시행에 의해 2촌이 합병해 아사카군 고하라다촌이 성립하였다.
- 1924년 9월 1일 - 고리야마시와 합병해 고리야마시가 성립하여, 동일 고하라다촌이 폐지되었다.

변천사
| 1868년 이전 | 1868년 이전 | 메이지 9년   | 메이지 12년 | 1889년 4월 1일 | 1923년 9월 23일 | 現在   |
| ----------- | ----------- | ------------ | ----------- | -------------- | --------------- | ------ |
|             | 小原田村    | 永盛村の一部 | 小原田村    | 小原田村       | 郡山市          | 郡山市 |
|             | 横塚村      | 郡山村の一部 | 横塚村      | 小原田村       | 郡山市          | 郡山市 |

## 인구・세대

### 인구
총수 [단위： 명]
| 1889년 | 1,732 |
| 1920년 | 2,690 |

### 세대
총수 [단위： 세대]
| 1920년 | 471 |

## 참고문헌
- 角川日本地名大辞典編纂委員会『角川日本地名大辞典 7 福島県』、角川書店、1981年 ISBN 4040010701、354、370、609、846、948、949頁
- 日本加除出版株式会社編集部『全国市町村名変遷総覧』、日本加除出版、2006年、ISBN 4817813180、163頁